# Staraja Guta
Staraja Guta (ros. Старая Гута) – wieś (sieło) w Rosji, w obwodzie briańskim, w rejonie unieckim. W 2010 liczyła 761 mieszkańców.